# Bahnhof Weidenthal
Der dreigleisige Bahnhof Weidenthal liegt an der Bahnstrecke Mannheim–Saarbrücken, die im Wesentlichen aus der Pfälzischen Ludwigsbahn Ludwigshafen–Bexbach hervorging. Eröffnet wurde er am 25. August 1849, als die Ludwigsbahn auf voller Länge in Betrieb genommen wurde. Sein Empfangsgebäude steht unter Denkmalschutz.
Als 2003 der Betrieb der S-Bahn RheinNeckar aufgenommen wurde, wurden die bislang dem Personenverkehr dienenden Anlagen aufgelassen und im nördlichen Bereich des Bahnhofs neue eröffnet. Dieser liegt im Verbundgebiet des Verkehrsverbundes Rhein-Neckar (VRN) und gehört zur Tarifzone 111.

## Lage
Der Bahnhof befindet sich am südöstlichen Siedlungsrand von Weidenthal. Er umfasst drei Gleise und ist 800 Meter lang. Das frühere Empfangsgebäude samt den ehemaligen Bahnsteigen befinden sich auf Höhe der Bahnhofstraße. Die derzeitige Verkehrsstation liegt rund 800 Meter weiter nördlich im Sensental. Die Magistrale von Mannheim nach Saarbrücken verläuft im Bereich des Bahnhofs von Südost nach Westnordwest. Annähernd parallel zu den Gleisen verlaufen die Bundesstraße 39 und der Hochspeyerbach. Unmittelbar nördlich des Bahnhofs schließt sich der Gipp-Tunnel an. Das frühere Empfangsgebäude befindet sich beim Streckenkilometer 63,4, der Haltepunkt für Personenzüge bei Kilometer 62,6.

## Geschichte
Ursprünglich sollte sich der Standort auf der Höhe des Sensentals befinden, ehe die Wahl auf einen Standort weiter südlich fiel. Die durchgehende Eröffnung der Strecke durch schwieriges Terrain fand schließlich am 25. August 1849 statt. Auf dem neu eröffneten Teilstück war der Bahnhof Weidenthal neben Lambrecht eine von zwei Zwischenstationen. Anfang des 20. Jahrhunderts erhielt der Bahnhof wie alle in der Pfalz Bahnsteigsperren. Während dieser Zeit wurde der Bahnhof von der Betriebs- und Bauinspektion Neustadt a Hardt verwaltet und gehörte zum Zuständigkeitsbereich der Bahnmeisterei Lambrecht.
1922 erfolgte die Eingliederung des Bahnhofs in die neu gegründete Reichsbahndirektion Ludwigshafen. Im Zuge von deren Auflösung wechselte er zum 1. April 1937 in den Zuständigkeitsbereich der Direktion Mainz. Ein Jahr später wurden die am Bahnhof beschäftigten Eisenbahner im Zuge des von Frankreich durchgeführten, bis 1924 dauernden Regiebetriebs ausgewiesen. Danach kehrten sie zurück.
Nach dem Zweiten Weltkrieg war der Bahnhof der Bundesbahndirektion Mainz zugeordnet, der das Détachement d’Occupation des Chemins de fer Français alle Bahnstrecken innerhalb des neuen Bundeslandes Rheinland-Pfalz zuteilte. 1964 erhielt der Bahnhof ein Drucktastenstellwerk des Typs „Dr S 2“.
Mit der schrittweisen Auflösung der Bundesbahndirektion Mainz in den Jahren 1971/72 fiel die Zuständigkeit für den Bahnhof zum 1. Juni 1971 an die Bundesbahndirektion Karlsruhe. Zur selben Zeit wurden die Bahnsteigsperren aufgehoben. Im Zuge der Planungen der S-Bahn RheinNeckar war vorgesehen, die Strecke zunächst bis Kaiserslautern und später bis Homburg in dieses Nahverkehrssystem zu integrieren. Da die Anlagen des Personenverkehrs weitab des Ortszentrums lagen, wurde im Zeitraum ab 1998 im nördlichen Bahnhofsbereich neue Bahnsteige errichtet, die Ende 2003 mit Eröffnung des S-Bahn-Betriebs bis Kaiserslautern eröffnet wurden.

## Verkehr

### Personenverkehr
1865 fuhren drei Zugpaare der Relation Worms–Neunkirchen. Die Nahverkehrszüge fuhren im Jahr 1884 primär in der Relation Neunkirchen–Worms. Zusätzlich gab es Züge, die ausschließlich Teilabschnitte wie Neustadt–Kaiserslautern und Kaiserslautern–Worms befuhren. Manche hielten nicht an allen Unterwegsbahnhöfen, ebenso wurde Weidenthal nicht von allen Nahverkehrszügen angefahren.
Die Züge auf der Alsenztalbahn fuhren im Sommer 1914 auf der Relation Bad Münster–Neustadt, machten im Bahnhof Hochspeyer „Kopf“ und hielten auch in Frankenstein. Während des Ersten Weltkriegs und der Zwischenkriegszeit beschränkte sich der Nahverkehr weitgehend auf die Relation Neustadt–Kaiserslautern. Mitten im Zweiten Weltkrieg befuhren entlang der Bahnstrecke Mannheim–Saarbrücken die meisten Nahverkehrszüge ausschließlich Teilabschnitte. In westlicher Richtung gelangten sie in der Regel maximal bis Homburg. In der Nachkriegszeit war der Verkehr größtenteils erneut auf den Abschnitt Neustadt–Kaiserslautern beschränkt. Ab 1991 verkehrten Züge der Relation Trier–Offenburg, die östlich von Kaiserslautern überall und somit auch in Weidenthal hielten. Einige Jahre später kamen Züge der Relation Homburg–Neckarelz–Osterburken beziehungsweise –Heilbronn hinzu. Ab 2001 fuhren die Züge, die bislang bis Offenburg verkehrten, größtenteils ausschließlich bis Karlsruhe.
| Linie | Verlauf | Takt                       |
| ----- | --- | -------------------------- |
| S 1   | Homburg (Saar) Hbf – Bruchmühlbach-Miesau – Hauptstuhl – Landstuhl – Kindsbach – Einsiedlerhof – Vogelweh – Kennelgarten – Kaiserslautern Hbf – Hochspeyer – Frankenstein (Pfalz) – Weidenthal – Neidenfels – Lambrecht (Pfalz) – Neustadt (Weinstr) Hbf – Neustadt (Weinstr)-Böbig – Haßloch (Pfalz) – Böhl-Iggelheim – Schifferstadt – Limburgerhof – (Ludwigshafen-Rheingönheim – Ludwigshafen-Mundenheim –) (einzelne Züge) Ludwigshafen (Rhein) Hbf – Ludwigshafen (Rhein) Mitte – Mannheim Hbf – Mannheim ARENA/Maimarkt – Mannheim-Seckenheim – Mannheim-Friedrichsfeld Süd – Heidelberg-Pfaffengrund/Wieblingen – Heidelberg Hbf – Heidelberg-Weststadt/Südstadt – Heidelberg-Altstadt – Heidelberg-Schlierbach/Ziegelhausen – Heidelberg Orthopädie – Neckargemünd – Neckargemünd Altstadt – Neckarsteinach – Neckarhausen (b Neckarsteinach) – Hirschhorn (Neckar) – Eberbach – Lindach – Zwingenberg (Baden) – Neckargerach – Binau – Mosbach‐Neckarelz – Mosbach West – Mosbach (Baden) – Neckarburken – Dallau – Auerbach (b Mosbach) – Oberschefflenz – Eicholzheim – Seckach – Zimmern bei Seckach – Adelsheim Nord – Osterburken Stand: Fahrplanwechsel Dezember 2021 | 60 min                     |
| S 2   | Kaiserslautern Hbf – Hochspeyer – Frankenstein (Pfalz) – Weidenthal – Neidenfels – Lambrecht (Pfalz) – Neustadt (Weinstr) Hbf – Neustadt (Weinstr)-Böbig – Haßloch (Pfalz) – Böhl-Iggelheim – Schifferstadt – Limburgerhof – Ludwigshafen-Rheingönheim – Ludwigshafen-Mundenheim – Ludwigshafen (Rhein) Hbf – Ludwigshafen (Rhein) Mitte – Mannheim Hbf – Mannheim ARENA/Maimarkt – Mannheim-Seckenheim – Mannheim-Friedrichsfeld Süd – Heidelberg-Pfaffengrund/Wieblingen – Heidelberg Hbf – Heidelberg-Weststadt/Südstadt – Heidelberg-Altstadt – Heidelberg-Schlierbach/Ziegelhausen – Heidelberg Orthopädie – Neckargemünd – Neckargemünd Altstadt – Neckarsteinach – Neckarhausen (b Neckarsteinach) – Hirschhorn (Neckar) – Eberbach – Lindach – Zwingenberg (Baden) – Neckargerach – Binau – Mosbach‐Neckarelz – Mosbach West – Mosbach (Baden) Stand: Fahrplanwechsel Dezember 2021 | 60 min                     |
| S 44  | Homburg (Saar) Hbf – Bruchmühlbach-Miesau – Hauptstuhl – Landstuhl – Kindsbach – Einsiedlerhof – Vogelweh – Kennelgarten – Kaiserslautern Hbf – Hochspeyer – Frankenstein (Pfalz) – Weidenthal – Neidenfels – Lambrecht (Pfalz) – Neustadt (Weinstr) Hbf – Neustadt (Weinstr)-Böbig – Haßloch (Pfalz) – Böhl-Iggelheim) – Schifferstadt – Limburgerhof – Ludwigshafen-Rheingönheim – Ludwigshafen-Mundenheim – Ludwigshafen (Rhein) Hbf – Ludwigshafen (Rhein) BASF Süd – Ludwigshafen (Rhein) BASF Mitte – Ludwigshafen (Rhein) BASF Nord Stand: Fahrplanwechsel Dezember 2021 | einzelne Züge (wochentags) |

### Güterverkehr
Wie alle Bahnhöfe entlang der damaligen Ludwigsbahn verfügte der Bahnhof über eine Güterabfertigung. Der örtliche Steinbruch war mit seinen eigenen Anschlussgleisen ein wichtiger Güterkunde. An ihm wurden Schleifsteine und Mühlsteine produziert und verladen. 1871 hielten am Bahnhof die normalen Güterzüge auf der Ludwigsbahn in den Relationen Kaiserslautern–Mainz, Homburg–Frankenthal. Ludwigshafen–Neunkirchen, Worms–Homburg zwischen drei und fünf Minuten. Hinzu kam ein Steinzug der Relation Kaiserslautern–Ludwigshafen, der sich am Bahnhof insgesamt 15 Minuten aufhielt. Im Dienstbuch für das Personal befand sich folgende Bemerkung: „Steinzug 41 hat die am Katharinenwoog geladenen Steinwagen in folgender Weise mitzunehmen: Die Maschine fährt vom Bahnhof Frankenstein im Süd-Geleise nach dem Bruch und bringt in demselben Geleise die geladenen Wagen nach dem Bahnhof Frankenstein, um sie dem Steinzug anzuschliessen. Wenn Personenzug 6 dem Steinzug nicht auf der Strecke begegnet ist, muss ersterer vor dem Steinbruch Weidenthal anhalten, bis Steinzug abgefahren ist.“ Kohlenzüge hielten sich am Bahnhof zwischen drei und vier Minuten auf.
Ab den 1980er Jahren bedienten Übergabezüge den Bahnhof, der zu dieser Zeit keinen eigenen Gütertarifpunkt mehr bildete. Seine Bedienung fand vom Neustadter Hauptbahnhof statt, als dessen Satellit er fungierte. Zurzeit wird von Weidenthal aus das Anschlussgleis der im benachbarten Neidenfels ansässigen Feinpapierfabrik Glatz bedient.

## Bauwerk und Gleisanlagen

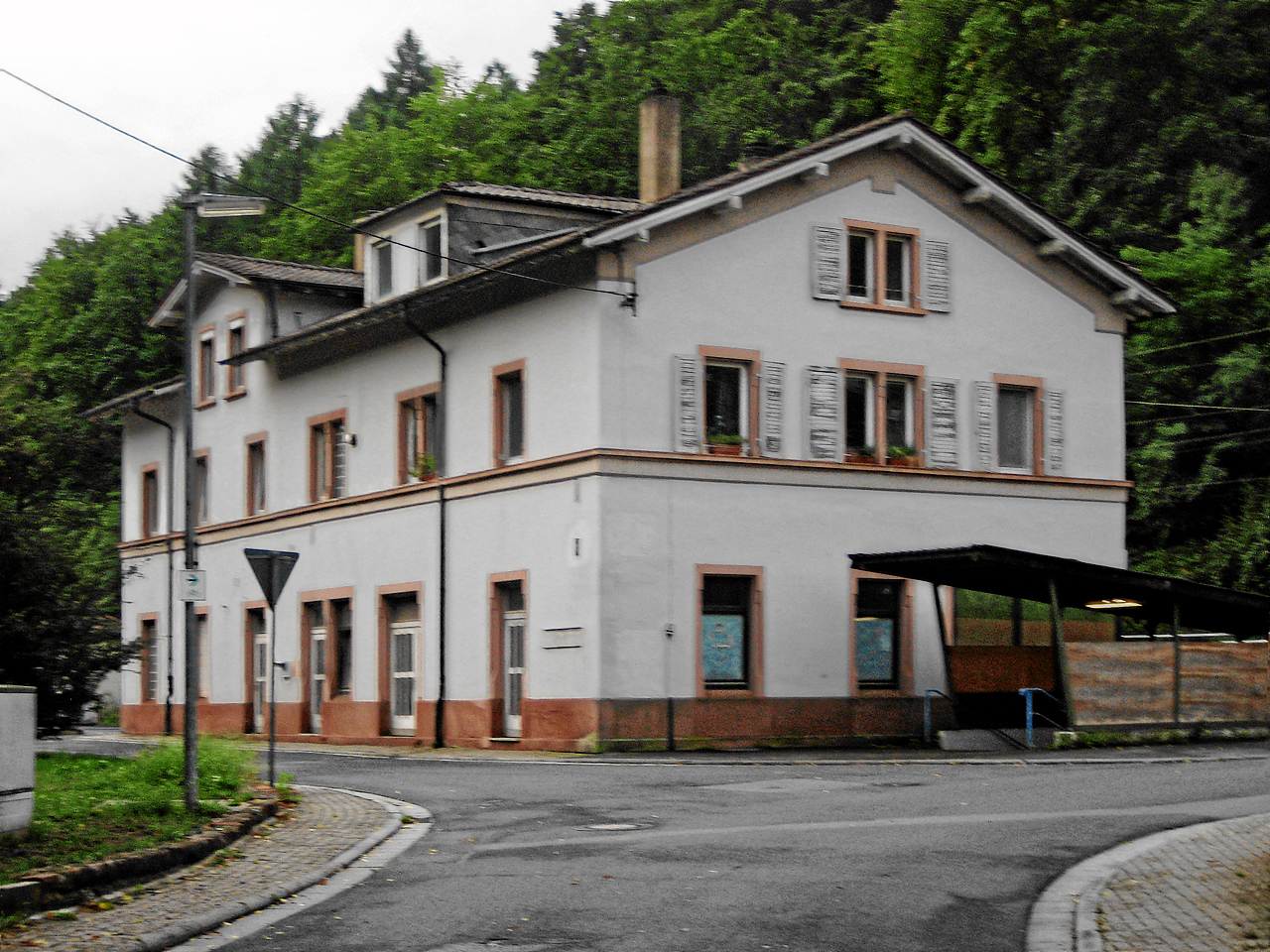
Ehemaliges Empfangsgebäude des Bahnhof Weidenthal; im Vordergrund die Unterführung

Beim früheren, Empfangsgebäude handelt es sich um einen spätklassizistischen Putzbau, der in den Jahren 1848 und 1849 entstand. Es wurde 1896 erweitert. Auf dem Bahnhofsvorplatz befindet sich ein Gedenkstein, der dem Haus Wittelsbach gewidmet ist. Der besteht aus einer Eisenplatte und wurde 1880 aufgestellt. Beide Bauwerke stehen unter Denkmalschutz. Der Bahnhof selbst wurde seit 1965 durch ein Drucktastenstellwerk von Siemens ohne Weichenselbstlauf gesteuert. Seit 1999 ist ein Elektronisches Stellwerk in Betrieb, das aus der Betriebszentrale Karlsruhe gesteuert wird.
Der Bahnhof selbst verfügt derzeit (2013) über drei Bahngleise, von denen das Mittlere als Überholgleis fungiert. Auf diese Weise stellt er eine von insgesamt drei Möglichkeiten für Zugüberholungen zwischen Neustadt und Kaiserslautern dar. Die beiden äußeren Gleise – als Gleis 1 und 2 bezeichnet – verfügen über einen Außenbahnsteig. Am südöstlichen Ende gibt es außerdem das nicht elektrifizierte Nebengleis 4. Güterverkehrsanlagen sind nicht mehr vorhanden. In beiden Richtungen beträgt die zulässige Höchstgeschwindigkeit durch den Bahnhof 90 Kilometer pro Stunde.